# Muriel Angelus
Muriel Angelus (Londres, 10 de marzo de 1909 – Harrisonburg, Virginia, Estados Unidos, 22 de agosto de 2004) fue una actriz inglesa de teatro y de cine.

## Biografía
Su nombre verdadero era Muriel E S M Findlay, y nació en el distrito de Lambeth, Londres (Inglaterra), en una familia de origen escocés. A temprana edad ya tenía una dulce voz de soprano, y a los doce años de edad debutó sobre las tablas, actuando en una obra que ella misma había escrito, The Sister Key. Más adelante fue cantante de music hall, y bailó en una producción representada en el circuito de teatros del West End, The Vagabond King (1927).
Angelus se inició en el cine hacia el final del período mudo con The Ringer (1928), la primera de tres versiones para la pantalla de la obra de Edgar Wallace. Su segundo film, Sailor Don't Care (1928), solamente fue importante porque durante su rodaje conoció a su primer marido, el actor escocés John Stuart. El papel de la actriz fue retirado de la película.
Aunque en su primer film sonoro, Night Birds (1930), ella obtuvo un papel cantado, en la mayoría de sus películas no utilizó su talento musical. La actriz actuó junto a su marido en No Exit (1930), Eve's Fall (1930) y Hindle Wakes (1931), y trabajó con la estrella británica Monty Banks en algunas de las farsas del artista, entre ellas The Wife's Family (1931) y So You Won't Talk (1935). 
Muriel recibió un impulso a su carrera con el musical Balalaika. Gracias a ello, se aseguró el papel de Adriana en la producción original representada en el circuito de Broadway de The Boys From Syracuse, actuando junto a Eddie Albert. Además, fue contratada por Paramount Pictures, aunque nunca llegó al estatus de estrella. Su último papel cinematográfico conocido lo interpretó en The Great McGinty (1940). 
Después reinició su carrera en Broadway, consiguiendo un gran éxito con la comedia musical comedy Early to Bed (1943). Hizo una última actuación en 1946, tras casarse con Paul Lavalle. En 1959 declinó la oferta de Richard Rodgers para interpretar el papel de abadesa en la primera producción en Broadway de The Sound of Music.
Muriel Angelus falleció en una residencia en Harrisonburg, Virginia (Estados Unidos), a los 92 años de edad.

## Filmografía seleccionada
- The Infamous Lady (1928)
- The Ringer (1928)
- Mascots (1929)
- Night Birds (1930)
- No Exit (1930)
- Let's Love and Laugh (1931)
- Blind Spot (1932)
- So You Won't Talk (1935)
- The Light That Failed (1939)
- The Great McGinty (1940)